# Vue imprenable sur jardin secret
Vue imprenable sur jardin secret (titre original : Secret Window, Secret Garden) est un roman court de Stephen King publié dans le recueil Minuit 2, paru en septembre 1990.

## Résumé
Mort Rainey, écrivain, reçoit la visite d'un homme, John Shooter, qui l'accuse d'avoir plagié une histoire qu'il a écrite. Devant les protestations d'innocence de Mort, Shooter lui laisse le manuscrit en question, Vue imprenable sur jardin secret, ainsi qu'un peu de temps pour prouver sa bonne foi, sans quoi il devra lui offrir une compensation s'il ne veut pas avoir des ennuis très sérieux. Quand Rainey lit l'histoire, il s'aperçoit qu'elle est semblable à une de ses nouvelles, Sowing Season, la seule différence majeure étant la fin.
Quand Shooter revient, Rainey lui oppose qu'il a publié sa nouvelle deux ans avant la date à laquelle Shooter prétend avoir écrit son récit. Shooter l'accuse de mentir mais lui donne un délai supplémentaire pour prouver ses dires. Dans la nuit, il tue néanmoins le chat de Rainey et incendie la maison de son ex-femme, avec qui il a divorcé car elle le trompait, où se trouvait son exemplaire du magazine dans lequel se trouvait Sowing Season. Rainey commande un autre exemplaire du magazine et charge deux de ses connaissances de surveiller discrètement Shooter. Mais Shooter les tue tous les deux en plaçant des indices accusant Rainey, qui doit faire disparaître les corps.  
Quand Rainey reçoit son exemplaire, il découvre que les pages correspondantes à Sowing Season ont été arrachées. Il réalise alors subitement qu'il souffre d'un trouble dissociatif de l'identité et qu'il est Shooter. Il s'évanouit et entend à son réveil du bruit à l'extérieur, son ex-femme Amy qui vient lui rendre visite. Quand Amy entre, elle est accueillie par la personnalité Shooter de Rainey. Il tente de la tuer mais elle réussit à s'enfuir à l'extérieur et, quand il la rattrape et s'apprête à la tuer, Rainey est abattu par Fred Evans, enquêteur d'assurance qui soupçonnait une escroquerie à propos de l'incendie. Plus tard, en discutant de toute l'affaire avec Evans, Amy lui fait part de sa certitude que John Shooter existe réellement, notamment en raison d'un message qu'elle a trouvé dans le chapeau que Rainey mettait quand il était Shooter, et qu'il est un personnage inventé par Rainey et « tellement criant de vérité qu'il est devenu bien réel ».

## Genèse
L'auteur préface son histoire en précisant que l'idée du titre lui est venue en déplaçant un meuble dans une pièce de sa propre maison qui lui a donné un angle de vue inattendu sur le jardin, passe-temps favori de sa femme. 
Stephen King n’a pas été chercher très loin son inspiration : il a lui-même été accusé de plagiat par une femme prétendant qu’il était entré chez elle pour lui dérober le manuscrit de Misery.

## Accueil
Le récit a été considéré par la critique de l'époque comme le plus faible du recueil de quatre histoires dont il fait partie. Michael R. Collings évoque un récit « dans la lignée des histoires qui analysent l'imagination de l'écrivain », rappelant d'autres romans, notamment La Part des ténèbres, par « son incursion dans le monde des maladies psychologiques et leurs différentes phases ». Pour Stephen Spignesi, c'est l'un des « récits psychologiques les plus astucieux » de l'écrivain et le dénouement fait partie de ses « plus satisfaisants et terrifiants ». Écrivant pour Bifrost, Thomas Day estime qu'il s'agit d'un bon récit dans lequel King fait progresser l'histoire sur le fil entre « folie ou dérapage de la réalité ».

## Adaptation
Vue imprenable sur jardin secret a été adapté au cinéma par David Koepp en 2004, sous le nom de Fenêtre secrète avec Johnny Depp et John Turturro dans les rôles principaux.